# إليجاه إيستون
إليجاه إيستون هو سياسي أمريكي، ولد في 18 مايو 1815، وتوفي في 27 فبراير 1905. نشط حزبياً في الحزب الجمهوري. وقد انتخب عضو جمعية ولاية ويسكونسن ‏ وانتخب عضو مجلس نواب مينيسوتا ‏.